# جائزة مدرب العام للفيفا
جائزة مدرب العام للفيفا تم منح الجائزة لأفضل مدرب كرة القدم من ناحية الأداء في الـ12 شهراً الماضية. وقد تم منحها بناءً على تصويت المدربين ورؤساء المنتخبات الدولية، بالإضافة إلى الصحفيين من جميع أنحاء العالم. بدأت الجائزة في عام 2010 بعد دمج جائزة الكرة الذهبية التابعة لفرانس فوتبول وجائزة أفضل لاعب كرة قدم في العالم المقدمة من الفيفا
كان جوزيه مورينيو الفائز الأول في الجائزة للرجال في عام 2010. وفازت المدربة السويدية سيلفيا نايد بالنسخة النسائية من الجائزة في عام 2010. وفي عام 2016، تم استبدال هذه الجائزة بجائزتي الفيفا لأفضل مدرب للرجال وجائزة الفيفا لأفضل مدرب للسيدات.

## الفائزون

### أفضل مدرب في العالم للرجال
| العام | الأول                      | الثاني                          | الثالث                          |
| ----- | -------------------------- | ------------------------------- | ------------------------------- |
| 2010  | جوزيه مورينيو (إنتر ميلان) | فيسنتي ديل بوسكي (إسبانيا)      | بيب غوارديولا (برشلونة)         |
| 2011  | بيب غوارديولا (برشلونة)    | أليكس فيرغسون (مانشستر يونايتد) | جوزيه مورينيو (ريال مدريد)      |
| 2012  | فيسنتي ديل بوسكي (إسبانيا) | جوزيه مورينيو (ريال مدريد)      | بيب غوارديولا (برشلونة)         |
| 2013  | يوب هاينكس (بايرن ميونخ)   | يورغن كلوب (بوروسيا دورتموند)   | أليكس فيرغسون (مانشستر يونايتد) |
| 2014  | يواخيم لوف (ألمانيا)       | كارلو أنشيلوتي (ريال مدريد)     | دييغو سيميوني (أتلتيكو مدريد)   |
| 2015  | لويس إنريكي (برشلونة)      | بيب غوارديولا (بايرن ميونخ)     | خورخي سامباولي (تشيلي)          |

#### الفائزين حسب المدرب
| # | المدرب           | المركز الأول | المركز الثاني | المركز الثالث | الفريق                 |
| - | ---------------- | ------------ | ------------- | ------------- | ---------------------- |
| 1 | بيب غوارديولا    | 1            | 1             | 2             | برشلونة، بايرن ميونخ   |
| 2 | جوزيه مورينيو    | 1            | 1             | 1             | إنتر ميلان، ريال مدريد |
| 3 | فيسنتي ديل بوسكي | 1            | 1             | 0             | إسبانيا                |
| 4 | يوب هاينكس       | 1            | 0             | 0             | بايرن ميونخ            |
| 4 | يواخيم لوف       | 1            | 0             | 0             | ألمانيا                |
| 4 | لويس إنريكي      | 1            | 0             | 0             | برشلونة                |

### أفضل مدرب في العالم للسيدات
| العام | الأول                          | الثاني                         | الثالث                         |
| ----- | ------------------------------ | ------------------------------ | ------------------------------ |
| 2010  | سيلفيا نايد (ألمانيا)          | مارين مينيرت (ألمانيا تحت 20)  | بيا سوندهيج (الولايات المتحدة) |
| 2011  | نوريو ساساكي (اليابان)         | بيا سوندهيج (الولايات المتحدة) | برونو بيني (فرنسا)             |
| 2012  | بيا سوندهيج (الولايات المتحدة) | نوريو ساساكي (اليابان)         | برونو بيني (فرنسا)             |
| 2013  | سيلفيا نايد (ألمانيا)          | رالف كيلرمان (فولفسبورغ)       | بيا سوندهيج (الولايات المتحدة) |
| 2014  | رالف كيلرمان (فولفسبورغ)       | مارين مينيرت (ألمانيا تحت 20)  | نوريو ساساكي (اليابان)         |
| 2015  | جيل إيليس (الولايات المتحدة)   | نوريو ساساكي (اليابان)         | مارك سامبسون (إنجلترا)         |

#### الفائزين حسب المدرب/ـبة
| # | المدرب/ـة    | المركز الأول | المركز الثاني | المركز الثالث | الفريق                   |
| - | ------------ | ------------ | ------------- | ------------- | ------------------------ |
| 1 | سيلفيا ناي   | 2            | 0             | 0             | ألمانيا                  |
| 2 | نوريو ساساكي | 1            | 2             | 1             | اليابان                  |
| 3 | بيا سوندهيج  | 1            | 1             | 2             | الولايات المتحدة، السويد |
| 4 | رالف كيلرمان | 1            | 1             | 0             | فولفسبورغ                |
| 5 | جيل إيليس    | 1            | 0             | 0             | الولايات المتحدة         |

## وصلات خارجية
- الموقع الرسمي
- نتائج 2013